# Adata
Adata, aussi appelée Hadath ou Al-Ḥadath al-Ḥamrā' (soit Hadath la Rouge en arabe) était une ville et une forteresse située près des monts Taurus dans le sud-est de l'actuelle Turquie. Du fait de sa position proche de la frontière byzantino-arabe, elle joue un rôle important dans les guerres byzantino-arabes.

## Histoire

Carte de la frontière byzantino-arabe.

Hadath gagne en importance en devenant un lieu stratégique de la zone frontière entre l'Empire byzantin et le monde musulman. Elle fait partie des nombreuses forteresses du no man's land, aussi appelé Thughur en arabe qui sépare les deux empires. Plus précisément, elle est au sud-ouest du col d'Hadath ou Adata qui permet de pénétrer en Anatolie depuis les monts Taurus. Deux autres forteresses, Mélitène et Germanicée se trouvent à proximité. Toutes ces villes fortifiées deviennent des bases pour les raids musulmans qui ravagent l'Asie Mineure byzantine et sont, par conséquent, l'objet de représailles par l'armée byzantine.
C'est Habib ibn Maslama qui s'empare d'Adata au VIIe siècle. Avec le règne de Muʿawiya Ier, elle devient le point de départ des expéditions annuelles contre les Byzantins retranchés au-delà des Monts Taurus. Dans les années 750, les Byzantins entreprennent des contre-offensives mais ne peuvent s'emparer durablement d'Adata. En 778, Michel Lachanodrakôn la met à sac mais elle est rapidement rebâtie par Al-Mahdi. Il la renomme brièvement Al-Mahdiya ou Al-Muhammadiya sans que l'usage ne se perpétue. Son successeur, Al-Hadi la repeuple de colons venant des alentours. Cependant, en 786, des inondations hivernales endommagent les murailles hâtivement restaurées peu avant. Le stratège byzantin des Arméniaques, Nicéphore (il pourrait s'agit du futur Nicéphore Ier) l'apprend et en profite pour lancer un raid qui détruit à nouveau la ville.
Haroun ar-Rachid la reconstruit à son tour à la fin du VIIIe siècle et il en fait l'une des villes les plus importantes de la Thughur. Elle est protégée par la forteresse d'Al-Uhaydab située sur une colline voisine et reprend son activité de base de départ des raids abbassides contre la frontière byzantine. Néanmoins, les Byzantins la mettent à sac à deux reprises en 841 et 879 et toute la région est régulièrement mise à feu et à sang. En 949-950, le général Léon Phocas la détruit entièrement. Dès 954, l'émir des Hamdanides, Sayf al-Dawla la reconstruit mais elle tombe encore en 957. Les Byzantins la restaurent et en font la capitale d'un thème frontalier en 970.
Privée de son rôle de forteresse frontalière, la ville semble décliner. Elle est prise par les Seldjoukides puis par les Arméniens du royaume de Petite Arménie au XIIe siècle. Elle redevient une base pour des raids militaires, cette fois-ci contre les Musulmans jusqu'en 1272, date à laquelle le mamelouk Baybars la met à sac et massacre ses habitants. Pendant quelque temps, elle est renommée Göynük (la Brûlée) par les Turcs et Alhan par les Kurdes. Sa dernière mention remonte à 1436 quand le sultan mamelouk Barsbay s'en sert comme base pour une campagne le beylik de Dulkadir.